# Rotaia Demerbe

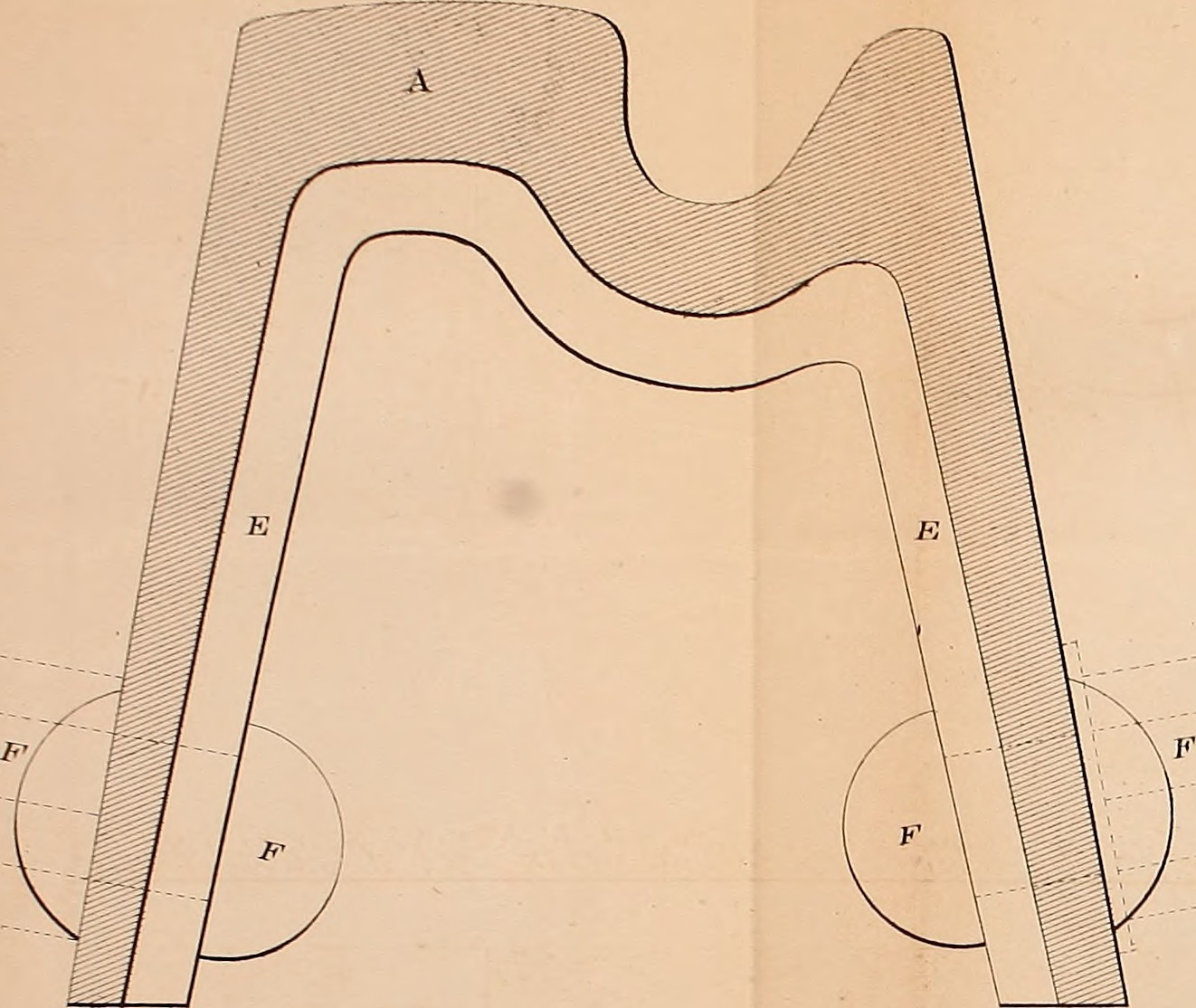
Sezione della rotaia Demerbe

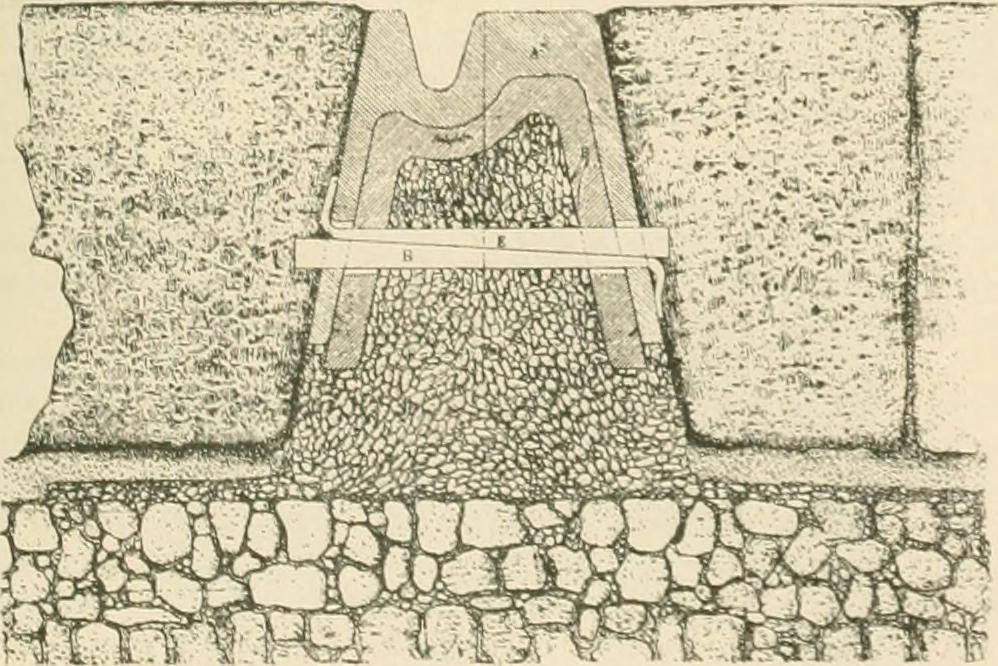
Profilo dell'armamento con il sistema Demerbe

La rotaia Demerbe è un tipo di armamento utilizzato un tempo sui tratti urbani delle linee tranviarie.
La rotaia venne brevettata Victor Demerbe nel 1878 e venne prodotta dall'azienda V. Demerbe et Cie, con sede a Jemappes, in Belgio.
All'epoca fu considerata un tipo di rotaia a gola rivoluzionaria, perché fu la prima realizzata in un unico pezzo e che non faceva più uso della traversina in legno che fino ad allora teneva la piastra metallica scanalata, tipica della rotaia Loubat e altre simili. Tale innovazione conferiva maggiore resistenza meccanica alla rotaia, evitando allo stesso tempo gli effetti nocivi che l'umidità produce nel legno della traversina, facendola marcire e lasciando così senza base di supporto il binario. 
Il successo della nuova rotaia fece sì che furono brevettati altri sistemi analoghi che non facevano uso della traversina: la rotaia Hartman (formata da due rotaie di tipo T parallele) e la rotaia Guirder o a gola, prodotta dalle aziende Phoenix e Broca nelle loro rispettive varianti, che tuttora sono utilizzate nella maggior parte delle linee tranviarie.
La peculiare forma a W rovesciata dava un'elevata resistenza alla flessione, ma era certamente difficile nella torsione (necessaria per costruire le curve). D'altra parte l'installazione era più semplice rispetto ai precedenti binari. La giunzione tra le rotaie veniva effettuato con ganasce e spessori flangiati o metallici.